# سد کروگرسدریفت
سد کروگرسدریفت (به لاتین: Krugersdrift Dam) یک سد در آفریقای جنوبی است که در ایالت آزاد واقع شده‌است.